# Сігнал-Гілл (Каліфорнія)
Сігнал-Гілл (англ. Signal Hill) — місто (англ. city) в США, в окрузі Лос-Анджелес штату Каліфорнія. Населення — 11 848 осіб (2020).

## Географія
Сігнал-Гілл розташований за координатами 33°48′12″ пн. ш. 118°10′5″ зх. д. / 33.80333° пн. ш. 118.16806° зх. д. (33.803448, -118.168135).  За даними Бюро перепису населення США в 2010 році місто мало площу 5,67 км², з яких 5,67 км² — суходіл та 0,00 км² — водойми.

## Демографія
Згідно з переписом 2010 року, у місті мешкало 11 016 осіб у 4157 домогосподарствах у складі 2498 родин. Густота населення становила 1942 особи/км².  Було 4389 помешкань (774/км²).
Расовий склад населення:
| - 42,2 % — білих - 20,4 % — азіатів - 13,6 % — чорних або афроамериканців - 1,2 % — вихідців з тихоокеанських островів - 0,8 % — корінних американців - 16,1 % — осіб інших рас |

До двох чи більше рас належало 5,7 %. Частка іспаномовних становила 31,5 % від усіх жителів.
За віковим діапазоном населення розподілялося таким чином: 23,8 % — особи молодші 18 років, 67,9 % — особи у віці 18—64 років, 8,3 % — особи у віці 65 років та старші. Медіана віку мешканця становила 36,0 року. На 100 осіб жіночої статі у місті припадало 97,3 чоловіків;  на 100 жінок у віці від 18 років та старших — 94,9 чоловіків також старших 18 років.
Середній дохід на одне домашнє господарство  становив 80 136 доларів США (медіана — 65 773), а середній дохід на одну сім'ю — 76 428 доларів (медіана — 59 028). Медіана доходів становила 59 036 доларів для чоловіків та 45 987 доларів для жінок. За межею бідності перебувало 18,1 % осіб, у тому числі 32,7 % дітей у віці до 18 років та 5,0 % осіб у віці 65 років та старших.
Цивільне працевлаштоване населення становило 5544 особи. Основні галузі зайнятості: освіта, охорона здоров'я та соціальна допомога — 22,8 %, науковці, спеціалісти, менеджери — 16,2 %, мистецтво, розваги та відпочинок — 11,1 %, роздрібна торгівля — 8,9 %.